# Anastasio Carrà
Anastasio Carrà (Motta Sant'Anastasia, 30 marzo 1964) è un politico italiano, deputato nella XIX legislatura.
Sindaco di Motta Sant'Anastasia e dal 2020
vice segretario della Lega Sicilia, nel 2022 è indicato dal centro-destra come candidato, risultando poi eletto nel collegio plurinominale SICILIA 2 - P02.